# Campeonato Mundial de Orientación
El Campeonato Mundial de Orientación (o WOC por sus siglas en inglés) es un evento anual de orientación organizado por la Federación Internacional de Orientación . El primer Campeonato Mundial se llevó a cabo en Fiskars, Finlandia en 1966. Se celebraron cada dos años hasta 2003 (con excepción de 1978 y 1979). Desde 2003, las competiciones se han llevado a cabo anualmente. Las naciones participantes deben ser miembros de la Federación Internacional de Orientación (IOF).
Originalmente, solo había dos competiciones: una carrera individual y una de relevos. En 1991, se agregó una carrera de corta distancia (aproximadamente 20 a 25 minutos) y una carrera sprint en 2001. La distancia media (aproximadamente 30-35 minutos) reemplazó a la distancia corta en 2003. En 2014 se añadió un relevo sprint con la participación de dos hombres y dos mujeres y con orden de salida mujer-hombre-hombre-mujer.

## Historia
La IOF fue fundada el 21 de mayo de 1961 en un Congreso celebrado en Copenhague, Dinamarca, por las federaciones nacionales de orientación de Bulgaria, Checoslovaquia, Dinamarca, la República Federal de Alemania, la República Democrática Alemana, Finlandia, Hungría, Noruega, Suecia y Suiza . Su objetivo principal era estandarizar el deporte y simplificar las reglas de competencia internacional. Un grupo de personas trabajan con estas tareas, y en el Congreso de la IOF de 1963, se aprobó el trabajo y se creó un comité técnico. Esto condujo a la primera competición internacional de orientación; el Campeonato de Europa de 1962 en Løten, Noruega. El primer Campeonato Europeo de Orientación (EOC) consistió en una sola competición; individual. En el EOC siguiente, en Le Brassus, Suiza, se añadió al programa de competición la prueba de relevos. Estos dos EOCs se consideran precursores del primer Campeonato Mundial de Orientación en 1966.
En 2019, el Campeonato Mundial de Orientación se dividió en dos eventos: Sprint WOC (años pares) que consisten solo en eventos de sprint, y Forest WOC (años impares) que consisten solo en eventos forestales.
Debido a la pandemia de COVID-19, se canceló el primer sprint WOC 2020. En cambio, en el WOC 2021 se añadió una prueba Sprint y otra de Relevos Sprint, siguiendo el antiguo programa del campeonato. En 2022 se organizó el primer sprint WOC en Dinamarca, y debutó el nuevo formato de competición Knockout Sprint.

## Formato
El formato de la competetición ha cambiado varias veces. Desde sus inicios en 1966, los Campeonatos del Mundo constaban de sólo dos competiciones: una carrera individual y una de relevos. En 1991, se agregó una carrera de corta distancia (aproximadamente de 20 a 25 minutos) y una carrera sprint en 2001. La distancia media (aproximadamente 30-35 minutos) reemplazó a la distancia corta en 2003. En el 23.º congreso de la IOF en Lausana en 2012, se decidió que se agregaría un evento de relevos sprint en el Campeonato Mundial de 2014 en Italia. En el relevo sprint se compite en zonas urbanas y consta de equipos mixtos de cuatro orientadores con orden de salida mujer-hombre-hombre-mujer.

### Formato de competición actual
Los eventos actuales del campeonato son:
| Distancia        | Tiempo ganador | notas                                           |
| ---------------- | -------------- | ----------------------------------------------- |
| Larga distancia  | 90 minutos     | Anteriormente llamada distancia clásica         |
| Distancia media  | 30–35 minutos  | Corta distancia reemplazada (20-25 min) en 2003 |
| Relevos clásicos | 3 × 40 minutos | equipos de tres personas                        |

| Distancia        | Tiempo ganador    | notas                                                  |
| ---------------- | ----------------- | ------------------------------------------------------ |
| Sprint           | 12–15 minutos     |                                                        |
| Knock-out sprint | 5–8 minutos       | Celebrado por primera vez en 2022                      |
| Relevos sprint   | 4 × 12–15 minutos | Equipos de cuatro personas, dos hombres y dos mujeres. |

## Sedes
| Year | Dates               | Location                                     |
| ---- | ------------------- | -------------------------------------------- |
| 1966 | 1–2 octubre         | Fiskars, Finlandia                           |
| 1968 | 28–29 septiembre    | Linköping, Suecia                            |
| 1970 | 27–29 septiembre    | Friedrichroda, República Democrática Alemana |
| 1972 | 14–16 septiembre    | Staré Splavy, Checoslovaquia                 |
| 1974 | 20–22 septiembre    | Viborg, Dinamarca                            |
| 1976 | 24–26 septiembre    | Aviemore, Reino Unido                        |
| 1978 | 15–17 septiembre    | Kongsberg, Noruega                           |
| 1979 | 2–4 septiembre      | Tampere, Finlandia                           |
| 1981 | 4–6 septiembre      | Thun, Suiza                                  |
| 1983 | 1–4 septiembre      | Zalaegerszeg, Hungría                        |
| 1985 | 4–6 septiembre      | Bendigo, Australia                           |
| 1987 | 3–5 septiembre      | Gérardmer, Francia                           |
| 1989 | 17–20 agosto        | Skövde, Suecia                               |
| 1991 | 21–25 agosto        | Mariánské Lázně, Checoslovaquia              |
| 1993 | 9–14 octubre        | West Point, Nueva York, Estados Unidos       |
| 1995 | 15–20 agosto        | Detmold, Alemania                            |
| 1997 | 11–16 agosto        | Grimstad, Noruega                            |
| 1999 | 1–8 agosto          | Inverness, Reino Unido                       |
| 2001 | 29 julio – 4 agosto | Tampere, Finlandia                           |
| 2003 | 3–9 agosto          | Rapperswil/Jona, Suiza                       |
| 2004 | 11–19 septiembre    | Västerås, Suecia                             |
| 2005 | 9–15 agosto         | Aichi, Japón                                 |
| 2006 | 1–5 agosto          | Århus, Dinamarca                             |
| 2007 | 18–26 agosto        | Kiev, Ucrania                                |
| 2008 | 10–20 julio         | Olomouc, República Checa                     |
| 2009 | 16–23 agosto        | Miskolc, Hungría                             |
| 2010 | 8–15 agosto         | Trondheim, Noruega                           |
| 2011 | 13–20 agosto        | Saboya, Francia                              |
| 2012 | 14–22 julio         | Lausana, Suiza                               |
| 2013 | 6–14 julio          | Vuokatti, Finlandia                          |
| 2014 | 5–13 julio          | Trento-Véneto, Italia                        |
| 2015 | 1–7 agosto          | Inverness, Reino Unido                       |
| 2016 | 20–28 agosto        | Strömstad-Tanum, Suecia                      |
| 2017 | 1–7 julio           | Tartu, Estonia                               |
| 2018 | 4–11 agosto         | Riga, Letonia                                |
| 2019 | 13–17 agosto        | Østfold, Noruega                             |
| 2020 | pospuesto a 2022    | Triangle Region, Dinamarca                   |
| 2021 | 4–9 julio           | Doksy, República Checa                       |
| 2022 | 26—30 junio         | Triangle Region, Dinamarca                   |
| 2023 | 11—16 julio         | Flims/Laax, Suiza                            |
| 2024 | 12-16 julio         | Edimburgo, Reino Unido                       |
| 2025 | 23-29 julio         | Kuopio, Finlandia                            |
| 2026 | 7-11 julio          | Génova, Italia                               |
| 2027 | 14-18 julio         | Veszprém, Hungría                            |

## Medallero histórico
(actualizado hasta la edición 2022).

### Hombres
La negrita indica atletas activos y el mayor número de medallas entre todos los atletas (incluidos los que no están incluidos en estas tablas) por tipo.
| Puesto | Atleta               | Desde | Hasta | Oro | Plata | Bronce | Total |
| ------ | -------------------- | ----- | ----- | --- | ----- | ------ | ----- |
| 1      | Thierry Gueorgiou    | 2003  | 2017  | 14  | 5     | 4      | 23    |
| 2      | Olav Lundanes        | 2010  | 2019  | 10  | 4     | 3      | 17    |
| 3      | Daniel Hubmann       | 2005  | 2019  | 8   | 11    | 9      | 28    |
| 4      | Øyvin Thon           | 1979  | 1989  | 7   | 1     | 0      | 8     |
| 5      | Andrey Khramov       | 2005  | 2015  | 6   | 3     | 3      | 12    |
| 8      | Matthias Kyburz      | 2012  | 2022  | 5   | 4     | 0      | 9     |
| 6      | Petter Thoresen      | 1989  | 1997  | 5   | 1     | 2      | 8     |
| 7      | Valentin Novikov     | 2004  | 2013  | 4   | 5     | 2      | 11    |
| 9      | Bjørnar Valstad      | 1991  | 2004  | 4   | 3     | 3      | 10    |
| 10     | Tore Sagvolden       | 1979  | 1987  | 4   | 3     | 1      | 8     |
| 11     | Rolf Pettersson      | 1972  | 1979  | 4   | 2     | 0      | 6     |
| 12     | Jonas Leandersson    | 2012  | 2018  | 4   | 0     | 3      | 7     |
| 13     | Morten Berglia       | 1981  | 1987  | 4   | 0     | 1      | 5     |
| 13     | Jørgen Rostrup       | 1999  | 2005  | 4   | 0     | 1      | 5     |
| 15     | Thomas Bührer        | 1991  | 2003  | 4   | 0     | 0      | 4     |
| 16     | Gustav Bergman       | 2012  | 2022  | 3   | 3     | 4      | 10    |
| 17     | Magne Dæhli          | 2012  | 2019  | 3   | 2     | 1      | 6     |
| 18     | Egil Johansen        | 1976  | 1979  | 3   | 2     | 0      | 5     |
| 19     | Emil Wingstedt       | 2003  | 2007  | 3   | 1     | 3      | 7     |
| 20     | Bernt Frilén         | 1970  | 1974  | 3   | 1     | 1      | 5     |
| 21     | Søren Bobach         | 2014  | 2016  | 3   | 1     | 0      | 4     |
| 22     | Åge Hadler           | 1966  | 1972  | 3   | 0     | 3      | 6     |
| 23     | Christian Aebersold  | 1991  | 1995  | 3   | 0     | 0      | 3     |
| 23     | Arne Johansson       | 1972  | 1976  | 3   | 0     | 0      | 3     |
| 23     | Karl Johansson       | 1966  | 1970  | 3   | 0     | 0      | 3     |
| 23     | Eskil Kinneberg      | 2017  | 2018  | 3   | 0     | 0      | 3     |
| 27     | Jörgen Mårtensson    | 1981  | 1997  | 2   | 6     | 2      | 10    |
| 28     | Jani Lakanen         | 1999  | 2013  | 2   | 5     | 1      | 8     |
| 29     | Janne Salmi          | 1995  | 2001  | 2   | 4     | 1      | 7     |
| 29     | Kasper Harlem Fosser | 2019  | 2022  | 2   | 4     | 1      | 7     |
| 29     | Carl Godager Kaas    | 2010  | 2016  | 2   | 4     | 0      | 6     |
| 32     | Matthias Merz        | 2005  | 2012  | 2   | 3     | 4      | 9     |
| 33     | Emil Svensk          | 2018  | 2019  | 2   | 0     | 0      | 2     |

### Mujeres
La negrita indica atletas activos y el mayor número de medallas entre todos los atletas (incluidos los que no están incluidos en estas tablas) por tipo.
| Puesto | Atleta                 | Desde | Hasta | Oro | Plata | Bronce | Total |
| ------ | ---------------------- | ----- | ----- | --- | ----- | ------ | ----- |
| 1      | Simone Niggli-Luder    | 2001  | 2013  | 23  | 2     | 6      | 31    |
| 2      | Tove Alexandersson     | 2011  | 2022  | 17  | 8     | 3      | 28    |
| 3      | Minna Kauppi           | 2004  | 2013  | 9   | 5     | 3      | 17    |
| 4      | Maja Alm               | 2012  | 2021  | 7   | 7     | 3      | 17    |
| 5      | Marita Skogum          | 1983  | 1993  | 6   | 3     | 1      | 10    |
| 6      | Annichen Kringstad     | 1981  | 1985  | 6   | 0     | 0      | 6     |
| 7      | Judith Wyder           | 2011  | 2018  | 5   | 3     | 4      | 12    |
| 8      | Helena Bergman         | 2012  | 2018  | 4   | 6     | 8      | 18    |
| 9      | Hanne Staff            | 1997  | 2004  | 4   | 4     | 4      | 12    |
| 10     | Liisa Veijalainen      | 1972  | 1981  | 4   | 4     | 0      | 8     |
| 11     | Karin Rabe             | 1978  | 1989  | 4   | 3     | 2      | 9     |
| 12     | Arja Hannus            | 1981  | 1991  | 4   | 1     | 0      | 5     |
| 13     | Anne Margrethe Hausken | 2005  | 2016  | 3   | 5     | 3      | 11    |
| 14     | Annika Billstam        | 2007  | 2015  | 3   | 3     | 8      | 14    |
| 15     | Heli Jukkola           | 2003  | 2007  | 3   | 3     | 2      | 8     |
| 16     | Ulla Lindkvist         | 1966  | 1972  | 3   | 3     | 0      | 6     |
| 17     | Merja Rantanen         | 2008  | 2017  | 3   | 1     | 4      | 8     |
| 18     | Vroni König-Salmi      | 1997  | 2008  | 3   | 1     | 3      | 7     |
| 19     | Marlena Jansson        | 1991  | 1999  | 3   | 1     | 2      | 6     |
| 20     | Anna Bogren            | 1993  | 1997  | 3   | 1     | 1      | 5     |
| 21     | Karolina A. Højsgaard  | 2003  | 2009  | 2   | 5     | 1      | 8     |
| 22     | Ida Bobach             | 2011  | 2016  | 2   | 4     | 0      | 6     |
| 31     | Lina Strand            | 2016  | 2022  | 3   | 1     | 1      | 5     |
| 23     | Natalia Gemperle       | 2016  | 2021  | 2   | 4     | 5      | 11    |
| 24     | Kristin Cullman        | 1974  | 1978  | 2   | 3     | 0      | 5     |
| 25     | Gunilla Svärd          | 1997  | 2004  | 2   | 2     | 2      | 6     |
| 26     | Outi Borgenström       | 1974  | 1981  | 2   | 2     | 1      | 5     |
| 26     | Dana Brožková          | 2006  | 2011  | 2   | 2     | 1      | 5     |
| 26     | Ingrid Hadler          | 1966  | 1974  | 2   | 2     | 1      | 5     |
| 29     | Kirsi Boström (Tiira)  | 1993  | 1999  | 2   | 2     | 0      | 4     |
| 29     | Emma Klingenberg       | 2014  | 2015  | 2   | 2     | 0      | 4     |
| 32     | Karolin Ohlsson        | 2018  | 2021  | 2   | 1     | 0      | 3     |

### Relevos Mixtos
| Año  | Oro       | Plata       | Bronce    |
| ---- | --------- | ----------- | --------- |
| 2014 | Suiza     | Dinamarca   | Rusia     |
| 2015 | Dinamarca | Noruega     | Rusia     |
| 2016 | Dinamarca | Suiza       | Suecia    |
| 2017 | Suecia    | Dinamarca   | Suiza     |
| 2018 | Suecia    | Suiza       | Dinamarca |
| 2021 | Suecia    | Noruega     | Suiza     |
| 2022 | Suecia    | Reino Unido | Noruega   |